# Hervías
Hervías – gmina w Hiszpanii, w prowincji La Rioja, w La Rioja, o powierzchni 14,14 km². W 2011 roku gmina liczyła 142 mieszkańców.